# Daisuki (website)
Daisuki là một website Nhật Bản có nội dung chuyên về streaming anime, được thành lập vào năm 2013 bởi Asatsu-DK và sáu công ty sản xuất anime: Toei Animation, Aniplex, Sunrise, TMS Entertainment, Nihon Ad Systems, và Dentsu.
Daisuki từng nằm dưới sự quản lý của Anime Consortium Japan, một liên doanh anime tài trợ bởi Asatsu-DK, Bandai Namco, Quỹ Cool Japan cùng một số xưởng chế tác anime khác.
Website chấm dứt hoạt động từ ngày 31 tháng 10 năm 2017. vào lúc 11:59 JST. Tuy nhiên, việc phát sóng Dragon Ball Super vẫn được tiếp tục cho đến ngày 22 tháng 2 năm 2018, thời điểm nó được chuyển sang DRAGON BALL SUPER CARD GAME.